# Ottanolo deidrogenasi
La ottanolo deidrogenasi è un enzima appartenente alla classe delle ossidoreduttasi, che catalizza la seguente reazione:
1-ottanolo + NAD+ ⇄ 1-ottanale + NADH + H+
È in grado di ossidare, anche se più lentamente, anche altri alcoli a catena lunga.